# Zone de développement urbain

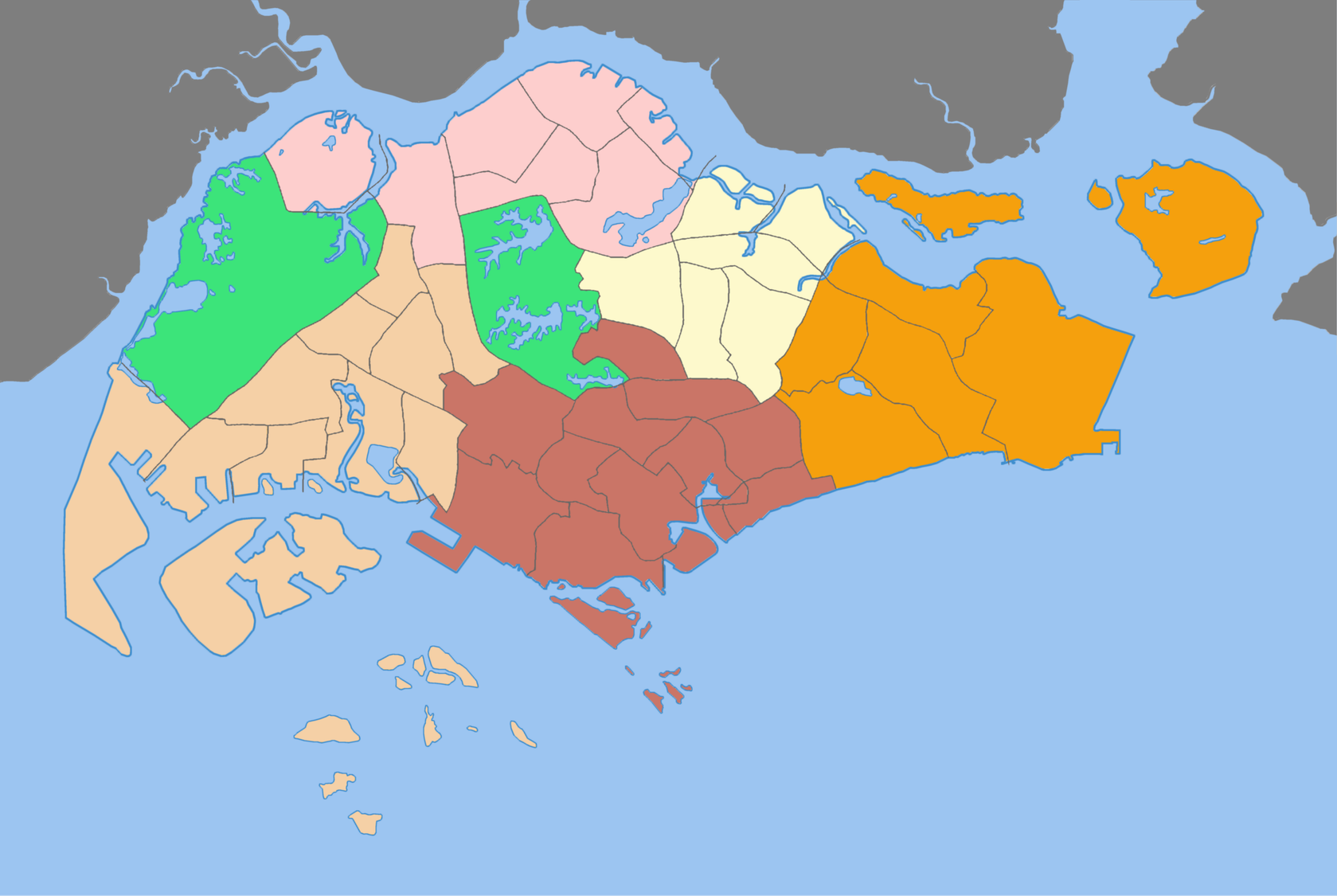
Les zones de développement urbain de Singapour, selon les différentes régions.

Singapour est divisé en 55 zones de développement urbain ou zones de planification par l'Urban Redevelopment Authority (en) (URA) et organisé en cinq régions. Un plan de développement est ensuite établi pour chaque zone, en fournissant des lignes directrices détaillées.